# ريتشارد هوفي
ريتشارد هوفي (بالإنجليزية: Richard Hovey)‏ هو كاتب وشاعر أمريكي، ولد في 4 مايو 1864 في معيار (علم القياس)، وتوفي في 24 فبراير 1900 في نيويورك في الولايات المتحدة.

## وصلات خارجية
- ريتشارد هوفي على موقع الموسوعة البريطانية (الإنجليزية)